# Angelica (hrabstwo Allegany)
Angelica – wieś w Stanach Zjednoczonych, w stanie Nowy Jork, w hrabstwie Allegany.